# شبكة علوم الرياضيات
شبكة علوم الرياضيات (بالإنكليزية:MathSciNet) ويمكن تسميتها قاعدة أبحاث علوم الرياضيات وهي قاعدة بيانات ببليوغرافية على الإنترنت قابلة للبحث أنشأتها الجمعية الأمريكية للرياضيات في عام 1996. وهو يحتوي على جميع محتويات مجلة الرياضيات المرجعية منذ عام 1940 والمسماة (بالإنكليزية:Mathematical Reviews) واختصارها (MR)، إلى جانب قاعدة بيانات شاملة للمؤلفين، وروابط لمدخلات أخرى في المجلة بالإضافة إلى الاستشهادات وإدخالات اليومية الكاملة وروابط إلى المقالات الأصلية. وتحتوي الشبكة على ما يقرب من 3.6 مليون عنصر وأكثر من 2.3 مليون رابط لمقالات أصلية.
بالإضافة فإنه إلى جانب مجلة الرياضيات المرجعية أصبحت (شبكة علوم الرياضيات MathSciNet) أداةً أساسيةً للباحثين في العلوم الرياضية. يتم الوصول إلى قاعدة البيانات عن طريق الاشتراك فقط ولا تتوفر خاصية البحث في الشبكة بشكل عام للباحثين الأفراد الذين لا ينتمون إلى مجموعة المشتركين الكبار.
خلال الأعوام الأربعين الأولى من وجودها، تم استخدام التنضيد التقليدي لإنتاج مجلة الرياضيات المرجعية. وابتداءً من العام 1980م تم إنتاج المعلومات الببليوغرافية والمراجعات نفسها بشكل مطبوع بالإضافة إلى حفظها بشكل إلكتروني وقد شكل هذا أساس أول نسخة إلكترونية بحتة سميت (ملف الرياضيات:MathFile) وتم إطلاقها في عام 1982م. تم لاحقاً إضافة المزيد من التحسينات على مدار السنوات 18 التالية، إلى أن تم إطلاق الإصدار الحالي المعروف باسم MathSciNet على الإنترنت في عام 1996م.
على عكس معظم قواعد البيانات التجريدية الأخرى، تهتم شبكة علوم الرياضيات بتحديد المؤلفين بشكل أساسي ومميز. حيث يسمح البحث عن اسم مؤلف ما من قبل المستخدم بالعثور على المنشورات المرتبطة بسجل هذا المؤلف حتى لو كان هناك عدد من المؤلفين بنفس الاسم تمامًا أو إذا قام نفس الشخص بالنشر تحت أسماء متعددة فإن موظفي مجلة الرياضيات المرجعية يقومون أحيانًا بالاتصال بالمؤلفين للتأكد من أن شبكة علوم الرياضيات قد نسبت أوراقهم البحثية بشكل صحيح.
تشارك شبكة علوم الرياضيات في تطوير (تصنيف مواضيع الرياضيات) مع خدمة مراجعة دولية كبرى تقدم مراجعات وملخصات للمقالات في الرياضيات البحتة والتطبيقية (زنترالبلات الرياضية:Zentralblatt MATH) والتي تدعى حديثاً (zbMATH).

## المجال
تحتوي شبكة علوم الرياضيات على معلومات حول أكثر من 3 ملايين مقال وأكثر من ثمانمائة ألف مؤلف مفهرسة من 1800 مجلة رياضية، العديد من هذه المجلات مستخلصة من «الغلاف إلى الغلاف». وقد تم تصنيف جزء من هذه المجلات والتي تبلغ حوالي (450 مجلة) وذلك في عام 2012 على أنها «مجلات قائمة مرجعية»؛ بحسب إدخالات شبكة علوم الرياضيات للأوراق من هذه المجلات، كما تم تضمينها قوائم المراجع الأصلية.
بالإضافة إلى ذلك يتم تضمين المراجعات أو المعلومات الببليوغرافية حول المقالات المختارة من العديد من المجلات الهندسية وعلوم الكمبيوتر والمجلات التطبيقية الأخرى المستخرجة بواسطة شبكة علوم الرياضيات. حيث يتم الاختيار من قبل محرري المراجعات الرياضية. ويقبل المحررون الاقتراحات هذه لتغطية مجلات إضافية، لكنها لا تعيد النظر في المقالات المفقودة لتضمينها.